# Pourriture brune de la pomme de terre
La pourriture brune, ou flétrissure bactérienne de la pomme de terre, appelée aussi Pseudomonas, est une maladie bactérienne, très commune dans les régions tropicales et subtropicales, qui affecte les cultures de pomme de terre. Elle se manifeste d'abord par un flétrissement puis un jaunissement du feuillage, suivi d'une pourriture des tissus vasculaires des tiges et tubercules prenant progressivement une couleur brune qui la distingue de la pourriture annulaire. C'est avec la gale commune et la jambe noire, l'une des trois plus importantes maladies bactériennes de la pomme de terre aux plans agronomique et économique.
L'agent infectieux responsable de cette maladie est Ralstonia solanacearum (syn. Pseudomonas solanacearum, Burkholderia solanacearum), bactérie à Gram négatif qui peut infecter aussi d'autres plantes de la famille des Solanaceae, notamment  l'aubergine, le poivron, le tabac et la tomate, mais aussi dans des familles sans rapport comme le bananier.

## Symptômes
Les premiers symptômes au champ sont un flétrissement du feuillage, très rapide par temps chaud, et un rabougrissement des plantes, plus fréquemment observé sous des climats moins chauds, suivi d'un changement de couleur des feuilles qui passent au vert pâle, puis au jaune et au brun et finissent par se dessécher complètement. L'attaque peut survenir à tous les stades de développement de la plante, d'autant plus tôt si la bactérie a été transmise par les tubercules-plants.